# Trosly-Loire
Trosly-Loire est une commune française située dans le département de l'Aisne, en région Hauts-de-France.

### Localisation

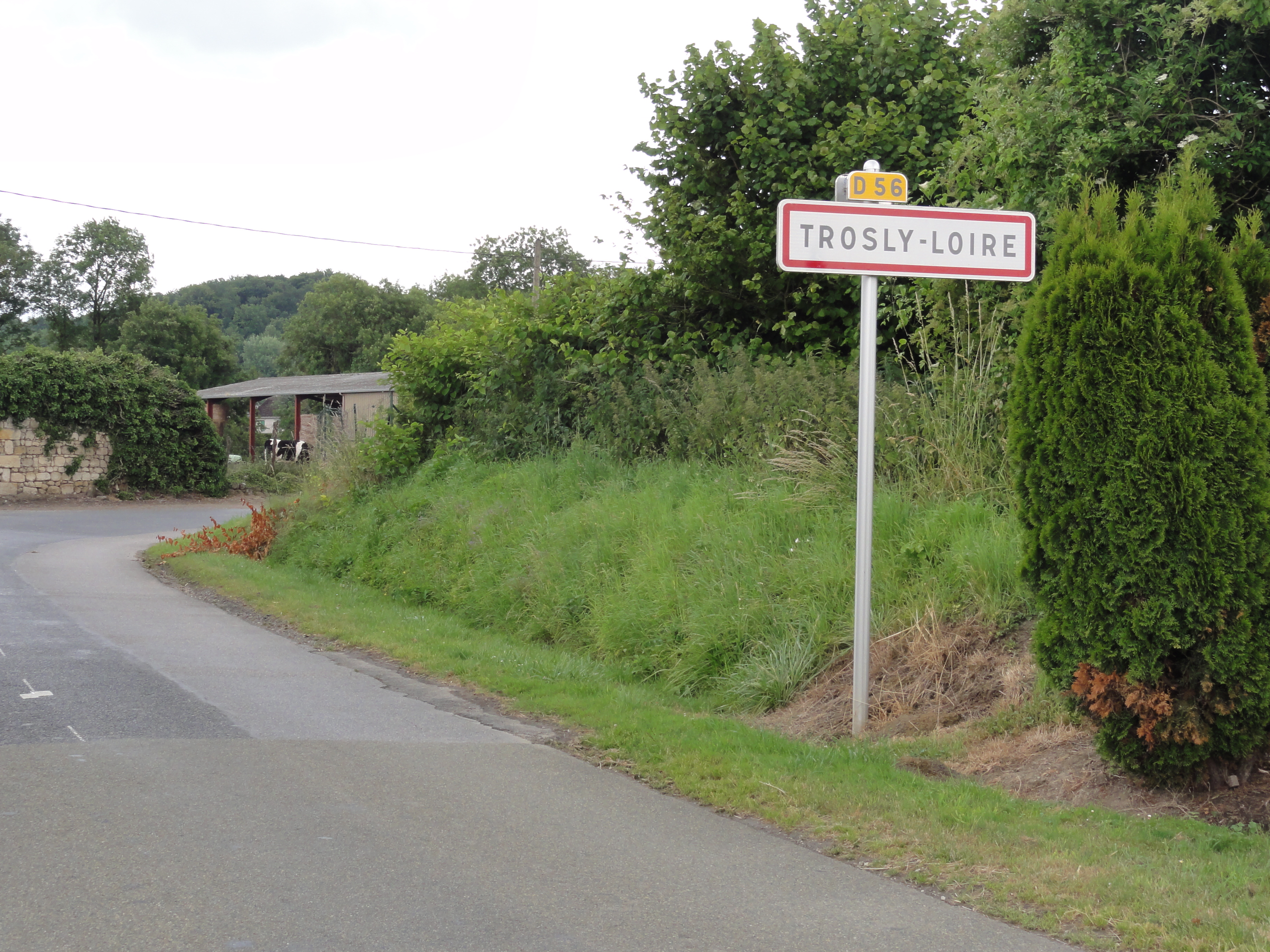
Entrée de Trosly-Loire.

## Géographie

### Hydrographie
La commune est située dans le bassin Seine-Normandie. Elle est drainée par l'Ailette, le ru du Bartel, le canal 01 de la commune de Trosly-Loire, le cours d'eau 01 de la commune Saint-Paul-aux-Bois, le fossé 02 de la commune de Saint-Paul-aux-Bois, le fossé de Commune de Guny, le ru du Barteau, divers bras de l'Ailette et divers bras du Bartel,,.
Le canal de l'Oise à l'Aisne est un canal à bief de partage au gabarit Freycinet reliant les vallées de l'Oise et de l'Aisne. Il relie les communes d'Abbécourt et de Bourg-et-Comin en passant sous le tristement célèbre « Chemin des Dames ».
L'Ailette, d'une longueur de 59 km, prend sa source dans la commune de Sainte-Croix et se jette  dans l'Oise (rive gauche) à Quierzy, après avoir traversé 36 communes.

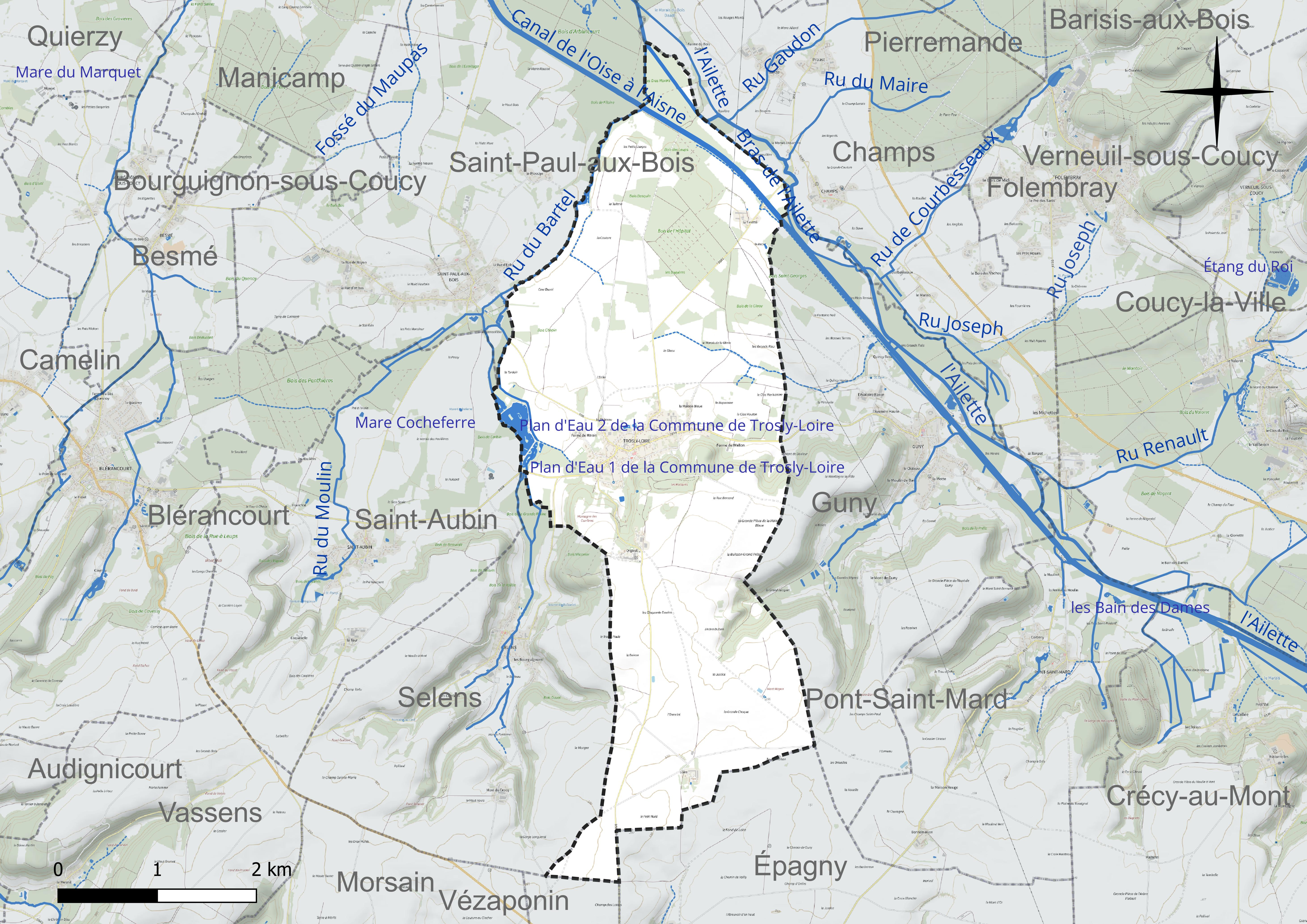
Réseau hydrographique de Trosly-Loire.

Trois plans d'eau complètent le réseau hydrographique : le plan d'eau 1 de la commune de Trosly-Loire (1,3 ha), le plan d'eau 2 de la commune de Trosly-Loire (7,6 ha) et le plan d'eau 3 de la commune de Trosly-Loire (0,9 ha),.

### Climat
Pour des articles plus généraux, voir Climat des Hauts-de-France et Climat de l'Aisne.
En 2010, le climat de la commune est de type climat océanique dégradé des plaines du Centre et du Nord, selon une étude du CNRS s'appuyant sur une série de données couvrant la période 1971-2000. En 2020, Météo-France publie une typologie des climats de la France métropolitaine dans laquelle la commune est exposée à un climat océanique altéré et est dans la région climatique Nord-est du bassin Parisien, caractérisée par un ensoleillement médiocre, une pluviométrie moyenne régulièrement répartie au cours de l'année et un hiver froid (3 °C).
Pour la période 1971-2000, la température annuelle moyenne est de 10,6 °C, avec une amplitude thermique annuelle de 14,7 °C. Le cumul annuel moyen de précipitations est de 719 mm, avec 11,4 jours de précipitations en janvier et 9,1 jours en juillet. Pour la période 1991-2020, la température moyenne annuelle observée sur la station météorologique la plus proche, située sur la commune de Chauny à 11 km à vol d'oiseau, est de 11,1 °C et le cumul annuel moyen de précipitations est de 709,9 mm,. Pour l'avenir, les paramètres climatiques de la commune estimés pour 2050 selon différents scénarios d'émission de gaz à effet de serre sont consultables sur un site dédié publié par Météo-France en novembre 2022.

## Urbanisme

### Typologie
Au 1er janvier 2024, Trosly-Loire est catégorisée commune rurale à habitat dispersé, selon la nouvelle grille communale de densité à 7 niveaux définie par l'Insee en 2022.
Elle est située hors unité urbaine et hors attraction des villes,.

### Occupation des sols
L'occupation des sols de la commune, telle qu'elle ressort de la base de données européenne d'occupation biophysique des sols Corine Land Cover (CLC), est marquée par l'importance des territoires agricoles (77,8 % en 2018), en diminution par rapport à 1990 (78,8 %). La répartition détaillée en 2018 est la suivante : 
terres arables (69,9 %), forêts (18,7 %), zones agricoles hétérogènes (4,2 %), prairies (3,7 %), zones urbanisées (3,4 %).
L'évolution de l'occupation des sols de la commune et de ses infrastructures peut être observée sur les différentes représentations cartographiques du territoire : la carte de Cassini (XVIIIe siècle), la carte d'état-major (1820-1866) et les cartes ou photos aériennes de l'IGN pour la période actuelle (1950 à aujourd'hui).

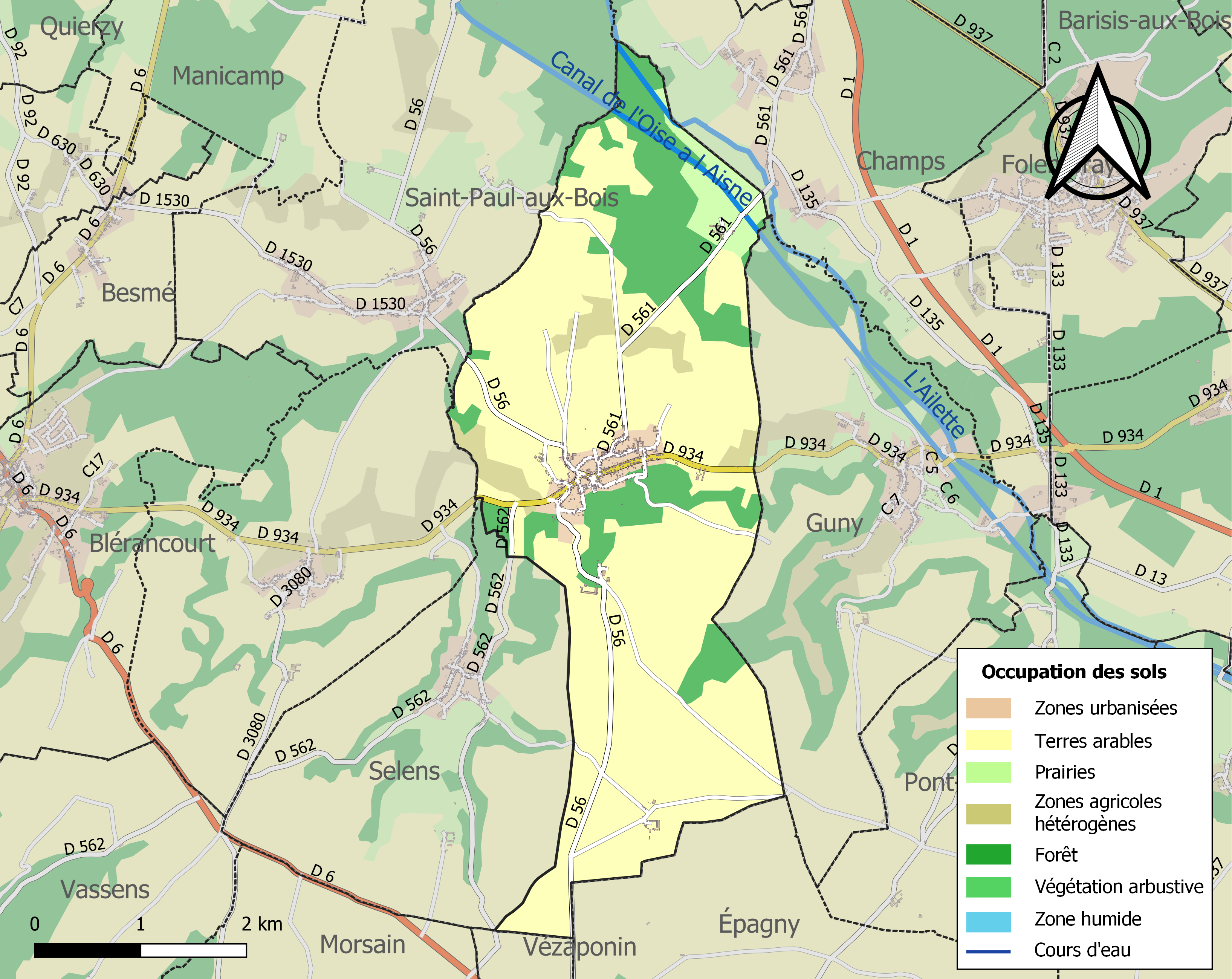
Carte de l'occupation des sols de la commune en 2018 (CLC).

## Toponymie
Le nom de la localité est attesté sous les formes Trosliacus (858) ; Throlli (1132) ; Trolli (1145) ; Troisli (1188) ; Trosli (1235) ; Troili (1255) ; Territorium de Trolliaco (1257) ; mons de Troisli (1260) ; Troli (1264) ; Troli-juxtà-Guni (1267) ; Troly (1368) ; Trolly-lez-Coucy (1407) ; Saint-Pierre-de-Troly (1721) ; Trosly-aux-Bois (1763).
Loire est le nom d'une ancienne ferme de la commune, attesté sous les formes Leor ? (867) ; Loyrre (1197) ; Loirre (1206) ; Loyre (1217) ; Curtis de Loire (1239) ; Mons de Luorre, Luerre, in loco qui dicitur la Tombelle (1239) ; Luozre (1260).

Issu de la racine lig-, indo-européenne et probablement pré-celtique, on aboutit au mot liger lié à la notion de « lieu humide » ou de « cours d'eau ».

## Histoire

### Moyen Âge
En 895, Zwentibold, roi de Lotharingie, séjourne à Trosly-Loire lors de son incursion en France pour aider Charles le Simple à monter sur le trône, et mettre le siège de la ville de Laon favorable à Eudes.
Résidence d'une villa royale, Trosly-Loire fut le siège de plusieurs conciles ou synodes :
- en 909, concile réuni par Hervé, archevêque de Reims ;
- en 921, concile réuni par le roi Charles le Simple ;
- en 924, concile ;
- en 927, concile réuni par Herbert II de Vermandois : d'après Fisquet, en 927 Herbert II défie une fois de plus le roi des Francs Raoul, en convoquant malgré le roi un concile de six évêques à Trosly afin de faire donner l'absolution à Herluin, comte de Ponthieu, qui s'était remarié du vivant de sa première femme[29].

### XXesiècle
En 1940, la commune est un haut lieu de la bataille de l'Ailette.

## Politique et administration

### Découpage territorial
La commune de Trosly-Loire est membre de la communauté de communes Picardie des Châteaux, un établissement public de coopération intercommunale (EPCI) à fiscalité propre créé le 1er janvier 2017 dont le siège est à Pinon. Ce dernier est par ailleurs membre d'autres groupements intercommunaux.
Sur le plan administratif, elle est rattachée à l'arrondissement de Laon, au département de l'Aisne et à la région Hauts-de-France. Sur le plan électoral, elle dépend du  canton de Vic-sur-Aisne pour l'élection des conseillers départementaux, depuis le redécoupage cantonal de 2014 entré en vigueur en 2015, et de la quatrième circonscription de l'Aisne  pour les élections législatives, depuis le dernier découpage électoral de 2010.

### Administration municipale
| Période                                  | Période                   | Identité        | Étiquette | Qualité                                     |
| ---------------------------------------- | ------------------------- | --------------- | --------- | ------------------------------------------- |
| Les données manquantes sont à compléter. |                           |                 |           |                                             |
| avant 1877                               | après 1879                | Lemoine         |           |                                             |
| mars 2001                                | En cours (au 26 mai 2020) | Thierry Lemoine | DVD       | Agriculteur Réélu pour le mandat 2020-2026, |

## Démographie
L'évolution du nombre d'habitants est connue à travers les recensements de la population effectués dans la commune depuis 1793. Pour les communes de moins de 10 000 habitants, une enquête de recensement portant sur toute la population est réalisée tous les cinq ans, les populations de référence des années intermédiaires étant quant à elles estimées par interpolation ou extrapolation. Pour la commune, le premier recensement exhaustif entrant dans le cadre du nouveau dispositif a été réalisé en 2005.

En 2022, la commune comptait 551 habitants, en évolution de −9,82 % par rapport à 2016 (Aisne : −1,97 %, France hors Mayotte : +2,11 %).
| 1793 | 1800 | 1806 | 1821 | 1831 | 1836 | 1841 | 1846  | 1851 |
| ---- | ---- | ---- | ---- | ---- | ---- | ---- | ----- | ---- |
| 689  | 741  | 771  | 859  | 893  | 964  | 989  | 1 016 | 976  |

| 1856 | 1861  | 1866 | 1872 | 1876 | 1881 | 1886 | 1891 | 1896 |
| ---- | ----- | ---- | ---- | ---- | ---- | ---- | ---- | ---- |
| 974  | 1 004 | 942  | 923  | 862  | 834  | 806  | 846  | 831  |

| 1901 | 1906 | 1911 | 1921 | 1926 | 1931 | 1936 | 1946 | 1954 |
| ---- | ---- | ---- | ---- | ---- | ---- | ---- | ---- | ---- |
| 842  | 852  | 821  | 610  | 750  | 662  | 604  | 555  | 606  |

| 1962 | 1968 | 1975 | 1982 | 1990 | 1999 | 2005 | 2006 | 2010 |
| ---- | ---- | ---- | ---- | ---- | ---- | ---- | ---- | ---- |
| 621  | 560  | 587  | 609  | 623  | 621  | 592  | 583  | 593  |

| 2015 | 2020 | 2022 | - | - | - | - | - | - |
| ---- | ---- | ---- | - | - | - | - | - | - |
| 611  | 568  | 551  | - | - | - | - | - | - |

## Lieux et monuments
- Église Saint-Pierre
- Lavoir du XVIIIe siècle[41]

## Personnalités liées à la commune
- Henri Rouvillois (1875-1969), chirurgien militaire français, y est né.